# Орден Заслуг (Мальта)
Национальный орден Заслуг — высшая государственная награда Республики Мальта.

## История
Национальный орден Заслуг был учреждён в 1990 году с целью отдать дань уважения мальтийским гражданам, отличившимся в различных сферах деятельности.
Орден зарезервирован только за гражданами Республики Мальта, однако статутом ордена предусмотрено почётное членство иностранных граждан, которые отличились своей службой в деле международных отношений, либо заслужили уважение и благодарность народа мальтийских островов.
По статуту ордена Президент и Премьер-министр Мальты становятся обладателями Национального ордена Заслуг в степени Компаньона Почёта. Одновременно с ними этой степенью могут обладать не более трёх человек в один период времени. В остальных степенях установлен максимум обладателей в один период времени: двенадцать человек для степени Компаньона, двадцать человек для степени Офицера, сто человек в степени Члена ордена.
Ежегодные награждения не могут превышать установленных норм в два Компаньона, три Офицера и десять Членов, при условии, что в определении количества в расчёт не принимаются сведения о награждении почётных членов.

## Степени

### Национальные степени
- Компаньон Почёта — K.U.O.M. (Kumpannji tal-Unur)
- Компаньон — K.O.M. (Kumpannji)
- Офицер — U.O.M. (Uffiċjali)
- Член — M.O.M. (Membri)

### Почётные степени
- Почётный Компаньон Почёта с орденской цепью — K.U.O.M. степень была добавлена декретом № 178 от 7 декабря 1994 года
- Почётный Компаньон Почёта — K.U.O.M.
- Почётный Компаньон с Звездой — K.O.M. степень была добавлена декретом № 162 от 14 ноября 1995 года
- Почётный компаньон — K.O.M.
- Почётный офицер — U.O.M.
- Почётный Член — M.O.M.

## Описание
Знак ордена представляет собой золотой восьмиконечный мальтийский крест белой эмали, на который наложен государственный герб Республики Мальта в цветных эмалях.
Звезда ордена представляет собой серебряную восьмиконечную звезду, состоящую из разновеликих двугранных лучей, в центр которой наложен знак ордена.
Лента ордена синяя, с широкой красной полосой посередине.